# Aftermath
Aftermath je album The Rolling Stonesa izdan 1966. godine. To je bio prvi album Stonesa na kojem nema obrada drugih autora već se nalaze samo pjesame koje je potpisao tandem Mick Jagger/Keith Richards. To je i prvi album grupe koji je u potpunosti snimljen u SAD-u. Album je komercijalno bio veoma uspješan, na prvom mjestu britanske top ljestvice albuma se nalazio osam tjedana, a u SAD-u je došao do broja 2. Billboardove ljestvice i na njoj zadržao punih godinu dana. Aftermath je veoma bitan album u karijeri grupe jer je potvrdio Jaggera i Richardsa kao cijenjene tekstopisce, a The Rolling Stonese kao progresivnu i inovativnu grupu. Na albumu se nalazi pjesma Goin' Home, koja je jedna od prvih pjesma nekog rock banda čije je trajanje prešlo 10 minuta.

## Popis pjesama

### UK izdanje
1. "Mother's Little Helper" – 2:45
2. "Stupid Girl" – 2:55
3. "Lady Jane" – 3:08
4. "Under My Thumb" – 3:41
5. "Doncha Bother Me" – 2:41
6. "Goin' Home" – 11:13
7. "Flight 505" – 3:27
8. "High and Dry" – 3:08
9. "Out of Time" – 5:37
10. "It's Not Easy" – 2:56
11. "I Am Waiting" – 3:11
12. "Take It or Leave It" – 2:47
13. "Think" – 3:09
14. "What to Do" – 2:32

### SAD izdanje
1. "Paint It, Black" – 3:45
2. "Stupid Girl" – 2:55
3. "Lady Jane" – 3:09
4. "Under My Thumb" – 3:41
5. "Doncha Bother Me" – 2:41
6. "Think" – 3:09
7. "Flight 505" – 3:27
8. "High and Dry" – 3:08
9. "It's Not Easy" – 2:56
10. "I Am Waiting" – 3:11
11. "Goin' Home" – 11:13

## Singlovi
- "Paint It, Black"
- "Mother's Little Helper"
- "Lady Jane"

## Top ljestvice

### Album
| Godina | Ljestvica            | Pozicija |
| ------ | -------------------- | -------- |
| 1966.  | UK Top 20 Albumi     | #1       |
| 1966.  | Billboard Pop Albumi | #2       |

### Singlovi
| Godina | Singl                    | Ljestvica             | Pozicija |
| ------ | ------------------------ | --------------------- | -------- |
| 1966.  | "Paint It, Black"        | UK Top 50 Singlova    | #1       |
| 1966.  | "Paint It, Black"        | The Billboard Hot 100 | #1       |
| 1966.  | "Mother's Little Helper" | The Billboard Hot 100 | #8       |
| 1966.  | "Lady Jane"              | The Billboard Hot 100 | #24      |

## Članovi sastava na albumu
- Mick Jagger - pjevač, usna harmonika, udaraljke
- Keith Richards - gitara, pjevač
- Brian Jones - gitara, cimbal, sitara, čembalo
- Charlie Watts - bubnjevi, udaraljke
- Bill Wyman - bas-gitara, piano

## Vanjske poveznice
- allmusic.com  Arhivirana inačica izvorne stranice od 21. kolovoza 2010. (Wayback Machine) - Aftermath (UK)
- allmusic.com - Aftermath (SAD)